# Dubroŭna
Dubroŭna (in bielorusso Дуброўна?) o Dubrovno (in russo Дубровно?) è un comune della Bielorussia, situato nella regione di Vicebsk.